# Lý Nhạc Thành
Lý Nhạc Thành (hay Lý Lạc Thành, tiếng Trung giản thể: 李乐成, bính âm Hán ngữ: Lǐ Yuè Chéng, sinh ngày 27 tháng 3 năm 1965, người Hán) là chính trị gia nước Cộng hòa Nhân dân Trung Hoa. Ông là Ủy viên Ủy ban Trung ương Đảng Cộng sản Trung Quốc khóa XX, hiện là Phó Bí thư Tỉnh ủy, Bí thư Đảng tổ, Quyền Tỉnh trưởng Chính phủ Nhân dân tỉnh Liêu Ninh. Ông nguyên là Thường vụ Tỉnh ủy, Phó Bí thư Đảng tổ, Phó Tỉnh trưởng thường trực Chính phủ Nhân dân tỉnh Hồ Bắc; Bí thư Thị ủy, Chủ nhiệm Ủy ban Thường vụ Nhân Đại Tương Dương, tỉnh Hồ Bắc.
Lý Nhạc Thành là Đảng viên Đảng Cộng sản Trung Quốc, học vị Cử nhân Cơ khí Chế tạo thiết bị quy trình và Tự động hóa, có sự nghiệp 37 năm ở quê nhà Hồ Bắc trước khi điều chuyển công tác tới địa phương mới.

## Xuất thân và giáo dục
Lý Nhạc Thành sinh ngày 27 tháng 3 năm 1965 tại huyện Giam Lợi (nay là thành phố cấp huyện) thuộc địa cấp thị Kinh Châu, tỉnh Hồ Bắc, Cộng hòa Nhân dân Trung Hoa. Ông lớn lên và tốt nghiệp phổ thông ở địa phương. Tháng 9 năm 1980, khi mới 15 tuổi, ông tới thủ phủ Vũ Hán của tỉnh Hồ Bắc, trúng tuyển Học viện Công nghệ Hoa Trung (华中工学院, nay là Đại học Khoa học và Kỹ thuật Hoa Trung), một trường đại học trọng điểm về công nghệ ở miền Trung Trung Quốc, theo học Khoa Cơ khí. Tháng 8 năm 1984, ông tốt nghiệp Cử nhân chuyên ngành Cơ khí Chế tạo thiết bị quy trình và Tự động hóa, khi 19 tuổi.
Tháng 12 năm 1991, ông được kết nạp Đảng Cộng sản Trung Quốc. Trong quá trình công tác các đơn vị, ông tham gia những khóa đào tạo Đảng viên, cán bộ, khoa học gồm khóa tập huấn lớp cán bộ cấp sảnh của Trường Đảng Tỉnh ủy Hồ Bắc từ tháng 9 đến tháng 11 năm 2002; tham gia các khóa đào tạo nâng cao về quản lý công do Trung tâm Phát triển Quốc vụ viện, Đại học Thanh Hoa, và Trường Chính phủ Kennedy thuộc Đại học Harvard tổ chức tại Hoa Kỳ. Ngoài ra, ông tham gia khóa đào tạo, học tập lớp bồi dưỡng cán bộ tiên tiến của Bộ Tổ chức Trung ương Đảng Cộng sản Trung Quốc vào tháng 4 năm 2006.

## Sự nghiệp

### Các giai đoạn

#### Doanh nghiệp nhà nước
Tháng 8 năm 1984, sau khi tốt nghiệp đại học, Lý Nhạc Thành được tuyển dụng vào vị trí Kỹ thuật viên Nhà máy máy móc Sa Dương, một xưởng sản xuất thuộc cơ quan nhà nước tại huyện Sa Dương, đa cấp thị Kinh Môn, tỉnh Hồ Bắc. Giai đoạn từ 1984 đến 1996, ông làm việc ở nhà máy này, dần dần đảm nhiệm chức vụ Khoa trưởng Khoa Kỹ thuật, Chủ nhiệm Văn phòng Phát triển kỹ thuật, Phó xưởng rồi Xưởng trưởng, tức Giám đốc Nhà máy Sa Dương. Tháng 12 năm 1996, ông nhậm chức Ủy viên Đảng ủy, Phó Tổng Giám đốc Tổng Công ty Máy móc và Công nghiệp luyện kim Kinh Môn, tỉnh Hồ Bắc, và là Bí thư Đảng ủy, Tổng Giám đốc đơn vị này từ tháng 2 năm 1998. Tháng 11 năm 2000, ông được điều chuyển sang làm Phó Chủ tịch Hội đồng quản trị Công ty trách nhiệm hữu hạn Tập đoàn Đông Quang (东光集团), một doanh nghiệp nhà nước chuyên sản xuất thiết bị quang học. Sau đó, ông là Bí thư Đảng ủy, Chủ tịch kiêm Tổng Giám đốc Tập đoàn Đông Quang. Năm 2002, ông kết thúc sự nghiệp ở Đông Quang, có 18 năm công tác ở các xưởng sản xuất, nhà máy, công ty nhà nước ở địa phương.

#### Cơ quan Hồ Bắc
Tháng 1 năm 2002, Lý Nhạc Thành được điều chuyển vào Ban Thường vụ Thị ủy Kinh Môn, Chủ tịch Tổng Công hội Kinh Môn. Tháng 9 năm 2003, ông là Trưởng ban Tổ chức Thị ủy, Chủ tịch Tổng Công hội Kinh Môn. Đến tháng 1 năm 2007, ông là Thường vụ Thị ủy, Phó Thị trưởng địa cấp thị Kinh Môn. Sau đó, tháng 2 năm 2008, ông được điều sang địa cấp thị Nghi Xương, vào Ban Thường vụ Thị ủy, nhậm chức Phó Bí thư Thị ủy, và được bầu làm Phó Thị trưởng, Quyền Thị trưởng Nghi Xương, rồi được phê chuẩn chính thức làm Thị trưởng địa cấp thị Nghi Xương từ tháng 3 năm 2008, cấp chính sảnh, địa. Tháng 2 năm 2013, sau 6 năm ở Nghi Xương, ông được chuyển về trung tâm, nhậm chức Bí thư Đảng tổ Ủy ban Cải cách và Phát triển tỉnh Hồ Bắc, Chủ nhiệm Văn phòng Công tác Hồ Bắc viện trợ Tân Cương (湖北省援疆工作办公室), và là Chủ nhiệm Ủy ban Cải cách và Phát triển từ tháng 3 cùng năm. Tháng 2 năm 2017, ông nhậm chức Bí thư Thị ủy địa cấp thị Tương Dương, Hồ Bắc, kiêm nhiệm Chủ nhiệm Ủy ban Thường vụ Nhân Đại Tương Dương từ tháng 6.
Tháng 6 năm 2017, Lý Nhạc Thành được bầu vào Ban Thường vụ Tỉnh ủy Hồ Bắc, cấp phó tỉnh, bộ, tiếp tục lãnh đạo Tương Dương cho đến năm 2021. Tháng 1 năm 2021, ông nhậm chức Phó Bí thư Đảng tổ Chính phủ Nhân dân tỉnh Hồ Bắc, được bầu và phê chuẩn giữ chức Phó Tỉnh trưởng thường trực Chính phủ Nhân dân tỉnh Hồ Bắc.

### Liêu Ninh
Tháng 10 năm 2021, Bộ Tổ chức, Ban Bí thư Trung ương Đảng họp bàn và điều động Lý Nhạc Thành tới tỉnh Liêu Ninh, vào Ban Thường vụ, nhậm chức Phó Bí thư Tỉnh ủy Liêu Ninh, Bí thư Đảng tổ Chính phủ Nhân dân tỉnh Liêu Ninh. Ngày 19 tháng 10 năm 2021, Ban Thường vụ Tỉnh ủy Liêu Ninh họp mở rộng truyền đạt quyết định của Ủy ban Trung ương Đảng Cộng sản Trung Quốc về việc điều chỉnh lãnh đạo tỉnh Liêu Ninh, công bố quyết định điều chuyển của ông. Ông chính thức rời khỏi quê hương sau hơn 35 năm sự nghiệp ở Hồ Bắc. Vào ngày 20 tháng 10 năm 2021, Hội nghị lần thứ 29 của Ủy ban Thường vụ Đại hội đại biểu Nhân dân tỉnh Liêu Ninh khóa XIII đã quyết định bầu Lý Nhạc Thành làm Phó Tỉnh trưởng kiêm Quyền Tỉnh trưởng Chính phủ Nhân dân tỉnh Liêu Ninh, kế nhiệm Lưu Ninh. Ông bắt đầu chỉ đạo hành pháp tỉnh Liêu Ninh, là lãnh đạo thứ hai phụ trách phối hợp và hỗ trợ Bí thư Tỉnh ủy Liêu Ninh Trương Quốc Thanh. Cuối năm 2022, ông tham gia Đại hội Đảng Cộng sản Trung Quốc lần thứ XX từ đoàn đại biểu Liêu Ninh. Trong quá trình bầu cử tại đại hội, ông được bầu là Ủy viên Ủy ban Trung ương Đảng Cộng sản Trung Quốc khóa XX.